# Druga slovenska nogometna liga 2009-2010
La Druga slovenska nogometna liga 2009-2010 (in lingua italiana: Secondo campionato calcistico sloveno 2009-2010), abbreviata in 2. SNL 2009-2010, fu la diciannovesima edizione della seconda serie del campionato di calcio sloveno.

## Formula
Le 10 squadre partecipanti disputarono un turno di andata-ritorno-andata per un totale di 27 giornate, al termine delle quali:
- La prima classificata venne promossa in 1. SNL 2010-2011
- La seconda classificata disputò uno spareggio contro la penultima della 1. SNL 2009-2010
- Le ultime due classificate furono retrocesse in 3. SNL 2010-2011

## Squadre partecipanti
| Squadra           | Città             | Stadio                       | Stagione 2008-09 | Stagione 2008-09 |
| Squadra           | Città             | Stadio                       | Pos.             | Divisione        |
| ----------------- | ----------------- | ---------------------------- | ---------------- | ---------------- |
| Primorje          | Aidussina         | Mestni stadion               | 10°              | 1. SNL           |
| Aluminij          | Kidričevo         | Športni park Aluminij        | 2°               | 2. SNL           |
| Triglav Gorenjska | Kranj             | Športni Center Stanko Mlakar | 3°               | 2. SNL           |
| Mura 05           | Murska Sobota     | Stadio Fazanerija            | 4°               | 2. SNL           |
| Mladi upi Šentjur | Šentjur           | Športni park Šentjur         | 5°               | 2. SNL           |
| Krško             | Krško             | Stadion Matije Gubca         | 6°               | 2. SNL           |
| Bela Krajina      | Črnomelj          | Stadion Loka                 | 7°               | 2. SNL           |
| Livar             | Ivančna Gorica    | Stadion Ivančna Gorica       | 8°               | 2. SNL           |
| Garmin Šenčur     | Šenčur            | Športni park Šenčur          | 1°               | 3. SNL Ovest     |
| Dravinja Kostroj  | Slovenske Konjice | Stadion Dobrava              | 1°               | 3. SNL Est       |

## Classifica
|                  | Pos. | Squadra      | Pt | G  | V  | N  | P  | GF | GS | DR  |
| ---------------- | ---- | ------------ | -- | -- | -- | -- | -- | -- | -- | --- |
|                  | 1.   | Primorje     | 55 | 27 | 15 | 10 | 2  | 51 | 16 | +35 |
|                  | 2.   | Triglav      | 47 | 27 | 14 | 5  | 8  | 33 | 25 | +8  |
|                  | 3.   | Aluminij     | 46 | 27 | 14 | 4  | 9  | 67 | 34 | +33 |
|                  | 4.   | Dravinja     | 39 | 27 | 11 | 6  | 10 | 44 | 32 | +12 |
|                  | 5.   | Bela Krajina | 39 | 27 | 11 | 6  | 10 | 28 | 36 | −8  |
|                  | 6.   | Mura 05      | 34 | 27 | 9  | 7  | 11 | 36 | 51 | −12 |
|                  | 7.   | Šenčur       | 32 | 27 | 7  | 11 | 9  | 31 | 35 | −4  |
|                  | 8.   | Krško        | 28 | 27 | 6  | 10 | 11 | 27 | 45 | −18 |
|                  | 9.   | Livar        | 27 | 27 | 7  | 6  | 14 | 27 | 43 | −16 |
|                  | 10.  | Šentjur      | 22 | 27 | 5  | 7  | 15 | 29 | 56 | −27 |
| Fonte: rsssf.org |      |              |    |    |    |    |    |    |    |     |

Legenda:
      Promosso in 1. SNL 2010-2011.
  Partecipa agli spareggi.
      Retrocesso in 3. SNL 2010-2011.
      Escluso dal campionato.
Regolamento:
Tre punti a vittoria, uno a pareggio, zero a sconfitta.
In caso di arrivo di due o più squadre a pari punti, la graduatoria viene stilata secondo la classifica avulsa tra le squadre interessate (= scontri diretti).

### Spareggio
Il Triglav incontrò l'Interblock, penultimo in 1. SNL 2009-2010, con gare di andata e ritorno, per un posto in 1. SNL 2010-2011.
| Squadra 1  | Totale | Squadra 2 | Andata     | Ritorno    |
| ---------- | ------ | --------- | ---------- | ---------- |
|            |        |           | 23.05.2010 | 30.05.2010 |
| Interblock | 0 – 4  | Triglav   | 0 – 1      | 0 – 3      |